# Liia Hänni

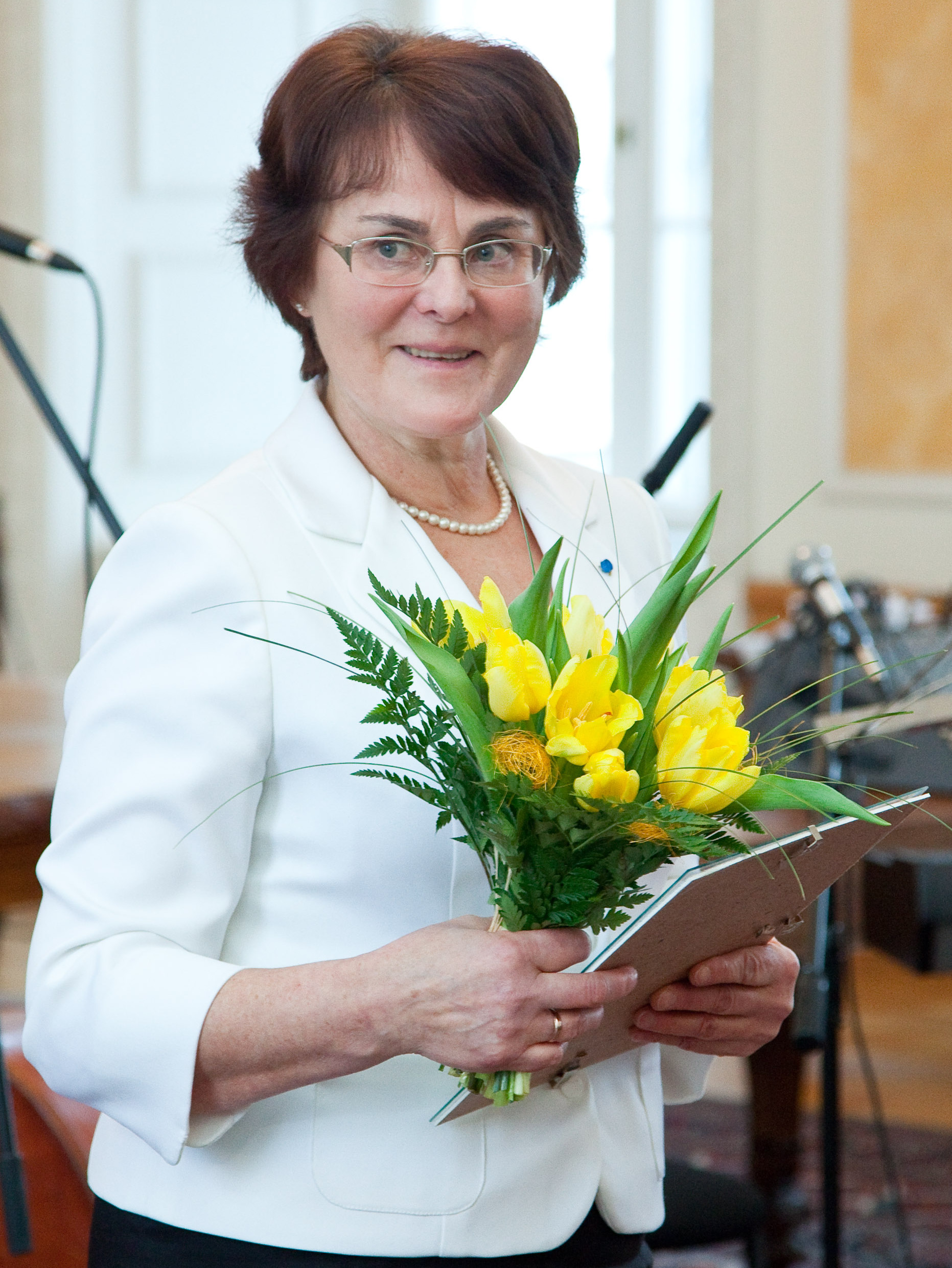
Liia Hänni (2011)

Liia Hänni (* 4. Oktober 1946 in Atla auf der Insel Saaremaa) ist eine estnische Politikerin und Astrophysikerin.

## Leben
Liia Hänni wurde als Liia Juulik geboren. Sie besuchte von 1954 bis 1965 Schulen in Karala, Lümanda und der Inselhauptstadt Kingissepp (heute wieder Kuressaare). Ab 1965 studierte sie Theoretische Physik an der Staatlichen Universität Tartu und legte 1970 ihr Examen ab. 1986 promovierte sie in Physik und Mathematik. Von 1970 bis 1990 war Liia Hänni als wissenschaftliche Mitarbeiterin an der Tartuer Sternwarte beschäftigt.
Kurz vor Wiedererlangung der staatlichen Unabhängigkeit Estlands ging Liina Hänni in die Politik. Von 1989 bis 1991 war sie Mitglied des Landtags des Kreises Tartu und 1991 dessen Vorsitzende. Von 1990 bis 1992 war Liia Hänni Abgeordnete des estnischen Parlaments und Mitglied der Verfassungsgebenden Versammlung. Von 1992 bis 1994 war sie Reformministerin im Kabinett von Ministerpräsident Mart Laar und 1994/95 im Kabinett von Ministerpräsident Andres Tarand. In ihre Zeit fällt die große Eigentumsreform in Estland. Nach ihrem Ausscheiden aus dem Kabinett gehörte sie bis 1999 als sozialdemokratische Abgeordnete dem estnischen Parlament (Riigikogu) an. Derzeit ist sie bei der estnischen eGovernance Academy in Tallinn beschäftigt.
Liia Hänni ist mit Uku Hänni verheiratet. Das Paar hat einen Sohn.